# Chevalier Paul (Schiff, 1934)
Die Chevalier Paul (benannt nach Jean-Paul de Saumeur) war ein Großzerstörer (franz. Contre-Torpilleurs) der Vauquelin-Klasse der französischen Marine. Am 15. Juni 1941 wurde die Le Chevalier Paul vor der syrischen Küste von einem Torpedo einer Fairey Swordfish der 815 Naval Air Squadron versenkt.

## Maschinenanlage
Die Antriebsanlage der Chevalier Paul bestand aus vier Penhoët-Kesseln und zwei Parsons-Turbinen. Diese trieben über zwei Antriebswellen die beiden  Schrauben an. Die Maschinen leisteten 64.000 WPS. Damit konnte eine Geschwindigkeit von 36 kn (etwa 67 km/h) erreicht werden.

## Bewaffnung
Die Hauptartillerie der Le Chevalier Paul bestand aus fünf 13,86-cm-Geschützen L/40 des Modells 1927 in Einzelaufstellung. Diese Kanone konnte eine 40,4 Kilogramm schwere Granate über eine maximale Distanz von 19.000 m feuern. Als Flugabwehrbewaffnung verfügte die Le Chevalier Paul bei Indienststellung über vier 3,7-cm-Flugabwehrkanonen (L/60) des Modells 1925 in Einzelaufstellung und vier Maschinengewehre 13,2 mm/76 Hotchkiss M1929 in Doppelaufstellung. Als Torpedobewaffnung verfügten die Zerstörer über sieben Torpedorohre in einer Dreiergruppe und zwei Doppelgruppen für den Torpedo 23DT Toulon. Zur U-Jagd besaß die Le Chevalier Paul zwei Wasserbombenwerfer am Heck mit zusammen 36 Wasserbomben und konnte bis zu 40 Seeminen aufnehmen.

## Verbleib
Am 8. Juni 1941 begannen die Alliierten mit der Operation Exporter, um den Libanon und Syrien zu besetzen. Admiral François Darlan beauftragte die Chevalier Paul, Munition für französische Schiffe nach Beirut zu bringen. Über Funk wurden die Deutschen und Italiener über die Mission unterrichtet und gaben ihr Einverständnis. Die Briten konnten die Nachricht entschlüsseln und waren dadurch über Schiff, Zweck, Zeit und Route der Mission aufgeklärt. Die Chevalier Paul passierte am 15. Juni 1941 die griechische Insel Kastelorizo und hielt sich nahe der türkischen Küste. Um 18:15 Uhr wurde sie von einem britischen Aufklärungsflugzeug entdeckt. Am 16. Juni 1941 um 03:00 Uhr griffen sechs Fairey Swordfish der 815 Naval Air Squadron das Schiff an und versenkten es durch einen Torpedotreffer. Dabei wurde eine angreifende Swordfish abgeschossen. Die Chevalier Paul sank ca. 90 Kilometer vor der syrischen Küste auf der ungefähren Position 35° 20′ N, 35° 20′ O.